# 서명응
서명응(徐命膺, 1716년 ~ 1787년)은 조선의 문신, 학자이다. 자는 군수(君受), 호는 보만재(保晩齋), 시호는 문정(文靖), 본관은 대구이다.

## 생애
한성부 출신인 그는 영조 때 문과에 급제하여 우장사·정언·부수찬·수찬·헌납·교리·함경도어사·집의·부응교 등을 거쳐서 서장관으로 청나라에 다녀왔다. 그 후에 집의·필선·부응교·교리·응교 등을 거쳐 당상관으로 승진해서 대사간·승지·대사성·부제학·이조참의·황해도관찰사·예조참판·대사헌을 거쳐 홍문관 제학·대사성·대사헌·부제학·도승지·이조참판·예문관 제학·예조참판·갑산부사·황해도 관찰사·수군절도사·형조판서·병조판서·이조판서·예조판서·지중추부사·우참찬·경기도 관찰사·대제학·공조판서·호조판서·평안도관찰사·규장각제학·판중추부사·수어사·한성부 판윤 등을 지냈다. 그리고 지경연사와 약방제조도 겸했다.
역학에 통달했으며 실학 연구에 전력한 북학파의 시조로 일컬어지며 학자로서 명망이 높았다. 영조의 명으로 악보를 수집하여 《대악후보》를 간행했으며 글씨에도 능했다. 저서로 《보만재집》, 《계몽도설》 등이 있다.